# 할렘가의 아이들
할렘가의 아이들(Beat Street)은 미국에서 제작된 스탠 라던 감독의 1984년 드라마, 뮤지컬 영화이다. 가이 데이비스 등이 주연으로 출연하였고 데이비드 V. 피커 등이 제작에 참여하였다.

## 출연

### 주연
- 가이 데이비스
- 래 돈 총
- 존 샤디어트
- 레온 W. 그랜트
- 산드라 산티아고
- 로버트 테일러

### 조연
- 마리 앨리스
- 딘 엘리어트

## 제작진
- 미술: 패트리지아 본 브랜던스타인
- 안무: 레스터 윌슨